# Donja Bistra
 Donja Bistra  falu Horvátországban Zágráb megyében. Közigazgatásilag Bistra községhez tartozik, annak központi települése.

## Fekvése
Zágrábtól 15 km-re északnyugatra, a Korpona folyó és a Medvednica-hegység közötti dombos vidéken fekszik.

## Története
Bistra neve 1209-ben bukkan fel először írott forrásban II. András király oklevelében, melyben Bistrán kívül a Poljanica birtokot és a Szent Miklós plébániát is megemlíti. 
A falunak 1857-ben 289, 1910-ben 699 lakosa volt. Trianon előtt Zágráb vármegye Zágrábi járásához tartozott. 2011-ben 1418 lakosa volt.

## Lakosság
| Lakosság változása | Lakosság változása | Lakosság változása | Lakosság változása | Lakosság változása | Lakosság változása | Lakosság változása | Lakosság változása | Lakosság változása | Lakosság változása | Lakosság változása | Lakosság változása | Lakosság változása | Lakosság változása | Lakosság változása | Lakosság változása |
| ------------------ | ------------------ | ------------------ | ------------------ | ------------------ | ------------------ | ------------------ | ------------------ | ------------------ | ------------------ | ------------------ | ------------------ | ------------------ | ------------------ | ------------------ | ------------------ |
| 1857               | 1869               | 1880               | 1890               | 1900               | 1910               | 1921               | 1931               | 1948               | 1953               | 1961               | 1971               | 1981               | 1991               | 2001               | 2011               |
| 289                | 307                | 384                | 385                | 517                | 699                | 684                | 678                | 751                | 766                | 769                | 770                | 771                | 825                | 1273               | 1418               |

## Nevezetességei
Szent Vendel tiszteletére szentelt kápolnája a főút mentén, Donja Bistra központjában található. 1761-ben épült kisebb méretű (kb. 5x4 méteres) egyhajós épületként. A kápolna szabálytalan tájolású, déli oldalán félköríves apszis található. Hódfarkú cseréppel fedett, nyeregtetős kivitelezésben. A homlokzat oromzata fölött piramis alakú sisakban záruló fa harangtorony található. A homlokzatok sima vakolattal vannak ellátva. A kápolna belseje keresztboltozattal boltozott. A szentélyben egy ismeretlen szerző 18. századi oltárképe látható, amely egy illuzionista barokk oltárt ábrázol Szent Vendellel a kompozíció központi részében. A szerény tipológiai sajátosságok ellenére a kápolna jelentős szerepet játszik Zapresics vidékének barokk szakrális építészetében.